# Allobates talamancae
Allobates talamancae е вид земноводно от семейство Aromobatidae. Видът е незастрашен от изчезване.

## Разпространение
Разпространен е в Еквадор, Колумбия, Коста Рика, Никарагуа и Панама.

## Описание
Популацията на вида е стабилна.